# Bauschleiden
Bauschleiden (luxemburgisch Bauscheltⓘ, französisch Boulaide) ist eine Gemeinde im Großherzogtum Luxemburg und gehört zum Kanton Wiltz.

## Beschreibung
Die Gemeinde Bauschleiden besteht aus den Ortschaften:
- Baschleiden,
- Bauschleiden
- Syr (lb: Sir fr: Surré)
- Flebour (lb: Fléiber)

Auf dem Gemeindegebiet befindet sich der westlichste Punkt Luxemburgs (Breite: 49º 53’,48.8 N, Länge: 05º 44’,08.5 W).
Bauschleiden liegt wie sein Nachbardorf Baschleiden auf einer Hochebene nördlich über dem Sauertal auf rund 460 m ü N.N.
Die Hauptstraße von Bauschleiden trägt den Namen Rue Jérome de Busleyden. Sie ist benannt nach einem Sohn einer einflussreichen Familie mit Wurzeln in Bauschleiden.

## Geschichte
Im Jahr 817 bestätigte der Bischof von Lüttich dem Kloster St. Hubert Güter in 11 Orten, darunter auch in „Builaidas“. Die Ur-Pfarrei von Bauschleiden gehörte zur Abtei St. Hubert, ihre erste Kirche entstand um 817. Nach 1088 kam die Pfarrei zur Abtei Stavelot, nach 1531 zum Archidekanat Ardennes, d. h. Lüttich, und zum Dekanat Bastogne. Die neue Kirche mit drei Altären wurde 1714 dem heiligen Lambert gewidmet. 1865 wurde das Kirchenschiff um 16,5 m verlängert. 
1900 wurde heute denkmalgeschützte Müller-Orgel gebaut, die 2022 restauriert wurde. 1930 kamen neue Kirchenfenster hinzu und nach dem Zweiten Weltkrieg wurden diese wiederum von G. Zanter mit figurativen Motiven ersetzt. Während der Rundstedtoffensive wurden das Dach und der Turm zerstört. 
Während des Zweiten Weltkrieges hatte General Eisenhower für kurze Zeit seine Kommandozentrale im Hotel Hames in Bauschleiden.
In Bauschleiden erinnert ein Monument an den Zweiten Weltkrieg und die Befreiung im Dezember 1944 durch die 35. amerikanische Division.
Im Dorfzentrum, in der Nähe der Kirche, wurden am 30. November 2007 die Skulpturen ‚Friedensengel‘ von Marie-Josée Kerschen eingeweiht. Dieses Projekt ist Teil der Europäischen „Straße des Friedens“.

## Etymologie
Früher war die Bedeutung vom Verb „leiden“ aus der zweiten Silbe von Bauschleiden übrigens fahren, gehen, reisen… und somit verbunden mit dem Gefühl von Heimweh. „Bausch“ ist unter anderem ein älterer Begriff für „armvoll, handvoll, d. h. eine ungezählte und ungewogene Menge“ und ein Bausch Papier sind 181 Bögen.

## Mühle
Die Mühle von Bauschleiden wurde bereits 1317 im Landesregister der Grafen Luxemburgs erwähnt. Zu den Arbeiten des Müllers gehörte hier auch immer das Anpassen des Deichs sowie dessen Wasserpegel. Im 20. Jahrhundert wurde das Mühlenhaus vergrößert und 1949 entstand eine neue Brücke.

## Wappen
- Drei Fußangeln (fr. chausse-trappes) beziehen sich auf die Familie de Trappe, die zu einem bestimmten Zeitpunkt  die Herrschaft von Losange (heute Belgien) und Grundrechte in großen Teilen der drei Dörfer besaß.
- Die Rose in Gold erinnert an die Familie de Busleyden
- Die gewellte Trennlinie steht für den Fluss Sauer, der die Grenzen südlich und östlich der Gemeinde Bauschleiden bestimmt.

Am 17. Juli 1986 beschloss der Gemeinderat, ein neues Wappen vorzustellen, das durch ministeriellen Beschluss am 3. Februar 1987 angenommen wurde.